# Roda JC in het seizoen 1970/71
Het seizoen 1970/1971 was het negende jaar in het bestaan van de Kerkraadse betaaldvoetbalclub Roda JC. De club kwam uit in de Tweede divisie en eindigde daarin op de vijfde plaats. Tevens deed de club mee aan het toernooi om de KNVB beker, hierin werd de club in de eerste ronde uitgeschakeld door N.E.C. (0–1). Na het seizoen werd duidelijk dat bij de sanering van het betaald voetbal in Nederland er een aantal clubs noodgedwongen moesten verdwijnen naar de amateurs. Roda JC was op basis van de criteria (gemiddelde van het aantal betalende toeschouwers over de afgelopen vijf jaar) van de KNVB een van de vijf clubs die promoveerden uit de Tweede divisie naar de Eerste divisie zonder op een promotieplek te eindigen.

## Wedstrijdstatistieken

### Tweede divisie
|       | AGOVV | Baronie | SC Drente | EDO   | Eindhoven | Fortuna | Gooiland | Hermes DVS | Limburgia | NOAD  | PEC   | RBC   | RCH   | De Volewijckers | FC VVV | ZFC   |
| ----- | ----- | ------- | --------- | ----- | --------- | ------- | -------- | ---------- | --------- | ----- | ----- | ----- | ----- | --------------- | ------ | ----- |
| Thuis | 1 – 4 | 3 – 2   | 3 – 0     | 1 – 0 | 1 – 0     | 1 – 0   | 2 – 0    | 0 – 0      | 0 – 0     | 2 – 2 | 1 – 1 | 1 – 0 | 0 – 0 | 3 – 1           | 1 – 0  | 2 – 1 |
| Uit   | 0 – 1 | 0 – 0   | 0 – 0     | 1 – 0 | 2 – 0     | 1 – 1   | 2 – 0    | 1 – 1      | 0 – 0     | 0 – 3 | 2 – 2 | 0 – 0 | 0 – 0 | 4 – 1           | 1 – 1  | 2 – 2 |

### KNVB beker
| 1e ronde                                    | Roda JC | 0 – 1 (0 – 1) | N.E.C.                |
| 15 augustus 1970 Plaats: Kerkrade Kaalheide |         |               | 35' Jürgen Jendrossek |

## Statistieken Roda JC 1970/1971

### Eindstand Roda JC in de Nederlandse Tweede divisie 1970 / 1971
| Stand | Gespeeld | Gewonnen | Gelijk | Verloren | Punten | Doelpunten voor | Doelpunten tegen |
| ----- | -------- | -------- | ------ | -------- | ------ | --------------- | ---------------- |
| 5e    | 32       | 12       | 15     | 5        | 39     | 34              | 27               |

### Topscorers
| #              | Naam                | Goal |
| -------------- | ------------------- | ---- |
| 1.             | John Meuser         | 8    |
| 2.             | Jan Deswijzen       | 6    |
| 3.             | Jupp Martinelli     | 5    |
| 4.             | Willy Brassé        | 3    |
| 4.             | Hens Fischer        | 3    |
| 4.             | Wim Langenhuizen    | 3    |
| 7.             | Jan Schaekens       | 2    |
| 8.             | Horst Gnielka       | 1    |
| 8.             | Walter Kousen       | 1    |
| 8.             | Jo Meessen          | 1    |
| Eigen doelpunt |                     |      |
| –              | Jacques Kleef (ZFC) | 1    |
| Totaal         | Totaal              | 34   |

| #      | Naam        | Goal |
| ------ | ----------- | ---- |
| –      | Geen speler | 0    |
| Totaal | Totaal      | 0    |

## Voetnoten
AGOVV · Baronie · SC Drente · EDO · Eindhoven · Fortuna · Gooiland · Hermes DVS · Limburgia · NOAD · PEC · RBC · RCH · Roda JC · De Volewijckers · FC VVV · ZFC